# 글루다-렌제선

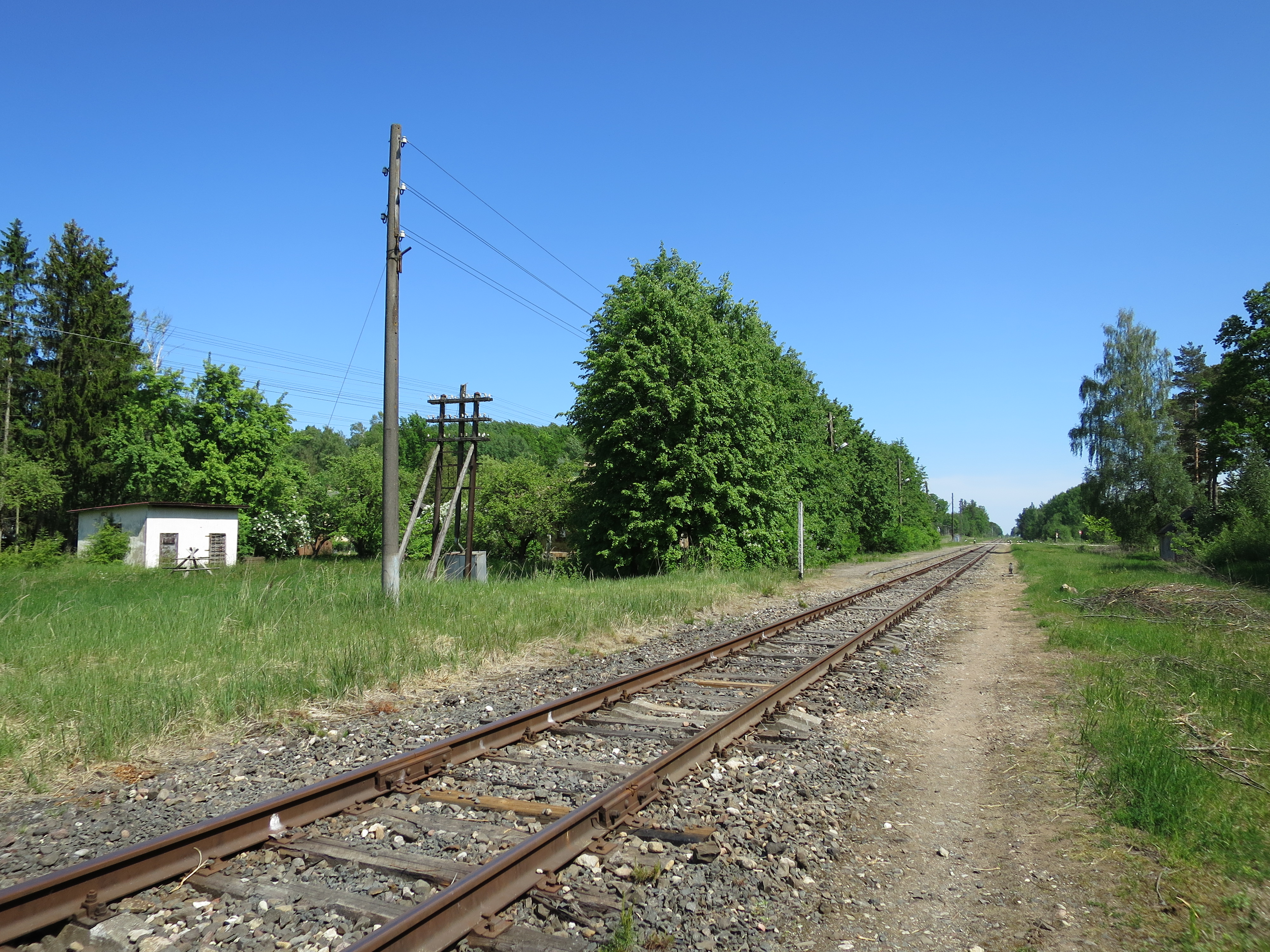

글루다-렌제 선(라트비아어: Dzelzceļa līnija Glūda – Reņģe)은 1873년에 개통된 라트비아의 철도 노선이다.

## 역사
1868년 리가-옐가바 선이 완공된 이후, 1872년 옐가바에서 시작하여 리투아니아의 마제이캬이까지 연결하는 지선 노선을 착공하여 1873년 11월 1일에 완공하였다. 당시 건설된 구간은 95km 거리였으며, 궤간은 표준궤를 사용하였다. 이 노선의 주 목적은 리가-옐가바 구간을 과거에 건설된 리에파예-마제이캬이-카이샤도리스 간 노선과 연결시키는 것이었으나, 후자 노선의 중요도가 떨어졌으며 옐가바-샤울랴이 간 철도 노선이 1916년 건설되었기 때문에 이후에는 주로 리에파야로 가는 데 사용되었다. 1925년 옐가바-글루다 구간에 1524mm 궤간 노선이 설치되었다.
소련 시기에는 전 구간이 1524mm 표준궤로 개궤되었으며, 리가-마제이캬이, 리가-클라이페다, 리가-칼리닌그라드 간 열차가 이 노선을 경유하여 운행하였다. 재독립 이후 모든 열차의 운행 구간은 렌제까지로 단축되었다. 2010년 2월 22일 리가-렌제 간 마지막 열차가 운행하였으며, 이후 전 노선에 여객 열차가 운행하지 않는다. 또한 라트비아 국경-마제이캬이 간 궤도가 철거되어 리투아니아 국경을 넘는 기능도 상실하였다.

## 역 목록
1. 글루다 (0km) (1887년 개통됨)
2. 크리무나스 (7km) (노선 설치 당시에 개통됨)
3. 아우리 (13km) (1929년 개통됨)
4. 아프굴데 (17km) (1887년 개통됨)
5. 펭쿨레 (22km) (1919년 개통됨)
6. 베네 (29km) (노선 설치 당시에 개통됨)
7. 락테 (1939년 개통되었고 1946년 폐쇄됨)
8. 아우체 (40km) (노선 설치 당시에 개통됨)
9. 바닥스테 (53km) (1929년 개통됨)
10. 렌제 (59km) (노선 설치 당시에 개통됨)
11. 라트비아-리투아니아 국경 (60km)

## 참조
1. ↑  Izmaiņas pasažieru vilcienu kustības sarakstā
2. ↑  Uz Ventspili un Reņģi vilciens vairs nekursēs
3. ↑  “Geležinkelio linija Mažeikiai-Jelgava”. 2015년 7월 21일에 원본 문서에서 보존된 문서. 2012년 11월 17일에 확인함.
4. ↑  “Uz leišu nekaunību atbildes nav”. 2012년 3월 25일에 원본 문서에서 보존된 문서. 2012년 11월 17일에 확인함.